# Динамік ПК
Динамік ПК (англ. PC speaker; Beeper) — найпростіший пристрій відтворення звуку, динамік, який використовується у IBM PC і сумісних ПК. До появи спеціалізованих звукових карт був основним пристроєм відтворення звуку.
У сьогодення PC speaker залишається штатним пристроєм IBM PC-сумісних комп'ютерів, і в основному використовується для подачі сигналів про помилки, зокрема при проведенні POST.
Пристрій дозволяє відтворювати прості одноголосні звукові сигнали, що генеруються за допомогою програмованого таймера, сумісного з Intel 8253. За допомогою спеціальних програм також можливе відтворення низькоякісного оцифрованого звуку, за рахунок істотного використання ресурсів процесора.

## Можливості
У IBM PC-сумісному комп'ютері є два способи керування динаміком.
- Програмований таймер, який генерує прямокутні електричні сигнали заданої частоти без участі центрального процесора. Це дозволяє відтворювати прості одноголосі звукові сигнали. Якщо програма зависала під час програвання звуку, таймер продовжував працювати, видаючи одну ноту, поки комп'ютер не перезавантажать.
- Пряме керування мембраною через порт 61h з дискретністю в 1 біт. Подаючи з великою частотою то 0, то 1, за допомогою широтно-імпульсної модуляції можна синтезувати низькоякісний оцифрований звук — правда, за рахунок істотного використання ресурсів процесора. Цим свого часу широко користувалися трекери і деякі ігри (Another World, Metal Mutant). Всі подібні програми не працюють у багатозадачних операційних системах.

## Опис штекера PC Speaker
У старих комп'ютерах PC Speaker зазвичай являв собою динамік порівняно значних розмірів (~60 мм), потужністю 0.5 Вт, що розташовувався в корпусі системного блоку і приєднується до материнської плати через спеціальний рознім:
| Пін | Ім'я  | Опис                 | Колір дроту                                               |
| --- | ----- | -------------------- | --------------------------------------------------------- |
| 1   | +SP5V | + Speaker +5 В       | Червоний                                                  |
| 2   | key   | Ключ (не підключено) |                                                           |
| 3   | GND   | Земля                | Чорний в застарілих ПК (в сучасних комп'ютерах відсутній) |
| 4   | -SP   | -Speaker             | Чорний (у сучасних комп'ютерах може бути білим)           |

У більшості нових комп'ютерів, приблизно з початку 2000-х років, PC Speaker являє собою мініатюрний динамік (~10 мм), розташований безпосередньо на материнській платі.